# Kavlak, Veliko Tărnovo
Kavlak (în bulgară Кавлак) este un sat în comuna Strajița, regiunea Veliko Tărnovo,  Bulgaria. 

## Demografie
Componența etnică a satului Kavlak
     Bulgari (92,72%)
     Nicio identificare (7,27%)
     Altele (0%)
La recensământul din 2011, populația satului Kavlak era de 55 locuitori. Din punct de vedere etnic, majoritatea locuitorilor (92,72%) erau bulgari. Pentru 7,27% din locuitori nu este cunoscută apartenența etnică.